# 豊田耕児
豊田耕児（豊田耕兒、とよだ こうじ、1933年9月1日 - ）は、ヴァイオリン奏者。妻はピアニストの豊田元子（旧姓竹内）、息子はヴァイオリン奏者の豊田弓乃。

## 経歴
東京都で生まれる。3歳で父に連れられて鈴木鎮一に師事した。1941年に太平洋戦争のために、一時的に鈴木と別れた。6歳で母を失い、後に父も交通事故で非業の死を遂げた。浜松市にいた叔父に引き取られ、育てられた。11歳のときに長野県木曾に疎開していた鈴木鎮一と再会し、鈴木家に育てられ英才教育を受けた。
成長して渡欧し、パリ国立高等音楽院を卒業後、ジョルジュ・エネスコ、アルテュール・グリュミオーに師事。ベルリンを中心に活動し、ライン室内楽団第一コンサートマスターを3年、ベルリン放送交響楽団（現ベルリン・ドイツ交響楽団）の第一コンサートマスターを17年、ベルリン芸術大学ヴァイオリン科教授を21年間務め、その間、ベルリン市より「カンマー・ヴィルトゥオーゾ」の称号を受ける。室内楽の分野ではグリュミオー弦楽四重奏団メンバー。1981年より6年間、群馬交響楽団の音楽監督を務める。前才能教育研究会会長、国際スズキ・メソード音楽院校長、同ヴァイオリン科教授。

## コンクール歴
- 1957年　ロン・ティボー国際コンクールで第6位。
- 1958年　ジュネーヴ国際音楽コンクールで第2位。
- 1959年　エリザベート王妃国際音楽コンクールで第12位。